# Тролль 2 (фильм, 2025)
«Тролль 2» (норв. Troll 2) — будущий норвежский фэнтезийный фильм о монстрах режиссёра Роара Утхёуга и сценариста Эспена Эукана, сиквел фильма «Тролль» 2022 года.
Премьера фильма состоится 1 декабря 2025 года на стриминговом сервисе Netflix.

## Сюжет
Действие фильма разворачивается спустя некоторое время после финала первой части. В горах Доврефьелль в Норвегии пробуждается новый, ещё более опасный и агрессивный тролль, который представляет огромную опасность для местных жителей. Главным героям первого фильма, Норе, Андреасу и Кристофферу, придётся объединиться со старым троллем и с его помощью противостоять его злобному собрату.

## В ролях
| Актёр                  | Роль             |
| ---------------------- | ---------------- |
| Ине Марие Вильман      | Нора             |
| Ким С. Фальк-Йергенсен | Андреас Исаксен  |
| Мадс Сьёгард Петтерсен | Кристоффер Хольм |
| Сара Хорами            | TBA              |
| Йон Кетиль Йонсен      | TBA              |
| Гард Б. Эйдсвольд      | Тобиас           |
| Аксель Альмас          | TBA              |
| Тронн Магнум           | TBA              |

## Производство
Фильм был снят норвежским режиссёром Роаром Утхёугом, написан Эспеном Эуканом и спродюсирован Эспеном Хорном и Кристианом Странном Синкерудом. Съёмки фильма проходили в Тронхейме, Маридалене, Ютунхеймене и Будапеште. Как заверил Эукан, съёмки были перенесены в Будапешт из-за проблем с поиском локаций для съёмок в Норвегии.

## Маркетинг
Первый рекламный ролик к фильму был выпущен в январе 2025 года. Выход первого полноценного тизер-трейлера состоялся в июне 2025 года. 

## Релиз
Премьера «Тролля 2» состоится 1 декабря 2025 года на стриминговом сервисе Netflix.